# Худобчиці
Худобчиці (пол. Chudobczyce) — село в Польщі, у гміні Квільч Мендзиходського повіту Великопольського воєводства.
Населення — 210 осіб (2011).
У 1975-1998 роках село належало до Познанського воєводства.

## Демографія
Демографічна структура станом на 31 березня 2011 року:
|          | Загалом | Допрацездатний вік | Працездатний вік | Постпрацездатний вік |
| -------- | ------- | ------------------ | ---------------- | -------------------- |
| Чоловіки | 125     | 19                 | 101              | 5                    |
| Жінки    | 85      | 22                 | 45               | 18                   |
| Разом    | 210     | 41                 | 146              | 23                   |